# Tilda Månsson
Tilda Månsson (* 13. Mai 2004 in Upplands Väsby) ist eine schwedische Duathletin und Triathletin. Sie ist Olympiateilnehmerin (2024) und mehrfache nationale Meisterin Triathlon (2021, 2023) und Duathlon.

## Werdegang
Tilda Månsson wurde 2021 in Portugal Triathlon-Vize-Weltmeisterin Triathlon bei den Juniorinnen (Alter: 17–19 Jahre) und im Juni 2022 wurde sie in Canada Junioren-Weltmeisterin Triathlon.
Sie belegte bei den Crosslauf-Europameisterschaften 2023 in der Klasse U20-Frauen den dritten Rang mit dem schwedischen Team. Im Juli 2023 gewann sie in Tiszaujvaros das erste Weltcup-Rennen in der Elite-Klasse.

## Sportliche Erfolge
| Datum/Jahr    | Rang | Wettbewerb                                       | Austragungsort | Zeit     | Bemerkung                                  |
| ------------- | ---- | ------------------------------------------------ | -------------- | -------- | ------------------------------------------ |
| 12. Juli 2025 | 5    | ITU World Championship Series 2025               | Hamburg        | 00:56:47 |                                            |
| 31. Juli 2024 | 23   | Olympische Sommerspiele 2024                     | Paris          | 01:59:22 |                                            |
| 29. Apr. 2024 | 2    | ITU Triathlon World Cup                          | Chengdu        | 01:56:09 | Zweite hinter der Schweizerin Julie Derron |
| 20. Apr. 2024 | 1    | ITU Triathlon World Cup                          | Wollongong     | 01:00:39 | [ 1 ]                                      |
| 8. Juli 2023  | 1    | ITU Triathlon World Cup                          | Tiszaujvaros   | 00:58:45 |                                            |
| 29. Juni 2023 | 1    | SWE Sprint Triathlon National Championships      | Umeå           | 00:58:02 |                                            |
| 24. Juni 2022 | 1    | ITU Triathlon World Championship Junior Women    | Montreal       | 00:57:17 |                                            |
| 27. Mai 2022  | 1    | ETU Triathlon European Championship Junior Women | Olsztyn        |          |                                            |
| 6. Nov. 2021  | 2    | ITU Triathlon World Championship Junior Women    | Quarteira      | 01:01:08 | hinter der Deutschen Jule Behrens          |
| 8. Aug. 2021  | 1    | SWE Sprint Triathlon National Championships      | Linköping      | 01:01:12 |                                            |
| 18. Juni 2021 | 2    | ETU Triathlon European Championship Junior Women | Kitzbühel      | 00:36:47 | hinter Jule Behrens                        |
| 16. Juni 2019 | 10   | SWE Sprint Triathlon National Championships      | Linköping      | 01:10:04 | Elite-Klasse, hinter Emma Varga            |

| Datum/Jahr    | Rang | Wettbewerb                          | Austragungsort | Zeit     | Bemerkung |
| ------------- | ---- | ----------------------------------- | -------------- | -------- | --------- |
| 25. Sep. 2021 | 1    | SWE Duathlon National Championships | Arlandastad    | 00:57:17 |           |

| Datum/Jahr    | Rang | Wettbewerb                           | Austragungsort | Zeit | Bemerkung            |
| ------------- | ---- | ------------------------------------ | -------------- | ---- | -------------------- |
| 25. Sep. 2023 | 3    | Crosslauf-Europameisterschaften 2023 | Brüssel        |      | im schwedischen Team |

(DNF – Did Not Finish)